# Kanaille von Catania
Kanaille von Catania ist eine italienische Filmkomödie, die 1954 nach einem Drehbuch entstand, das Vitaliano Brancati zusammen mit Regisseur Luigi Zampa schrieb. Der italienische Originaltitel L’arte di arrangiarsi steht für die Kunst, mit widrigen, wechselnden Lebensumständen zurechtzukommen, sich über Wasser zu halten. Wie schon in seinen ersten tragenden Filmrollen spielt Alberto Sordi einen üblen, anpasserischen Schlaumeier. Doch beschränkten sich die frühen Filme mit Sordi auf die Beziehungen zwischen Mann und Frau und auf die Familie, rückte in L’arte di arrangiarsi erstmals die Politik in den Mittelpunkt.
Im Jahr 2008 wurde der in Rom und Catania gedrehte Schwarzweißfilm auf die offizielle, vom italienischen Kulturministerium gebilligte Liste „100 erhaltenswerte italienische Filme“ aufgenommen. Die 100 ausgewählten Filme entstanden zwischen 1942 und 1978 und haben das kollektive Gedächtnis Italiens maßgeblich geprägt.

## Handlung
Um 1910 in der sizilianischen Stadt Catania. Sasa ist Sekretär bei seinem Onkel, dem konservativen Bürgermeister. Er verliebt sich in die Sozialistin Lilli und verlässt ihretwegen die Anstellung beim Onkel und arbeitet nun in der Druckerei einer sozialistischen Zeitung. Bloß bevorzugt Lilli nach wie vor Giardini, den Anführer der Sozialisten.
Sasa legt Giardini Dokumente aus dem Büro seines Onkels vor, die belegen, dass mehrere konservative Politiker und Beamte sich mittels Korruption bereichert haben. Giardini klagt die Männer öffentlich an, doch Sasa verbrennt die Papiere, die Giardini als Beweis vorlegen wollte. Erstens hätten sie auch ihn selbst belastet, und zweitens wird er so den Nebenbuhler los, der wegen Verleumdung im Gefängnis landet. Doch dieser Zug bringt ihn bei Lilli nicht weiter. Er heiratet die dümmliche, verfettete Paola, Tochter des Besitzers der Mühlen von Catania. Als er 1915, nach Eintritt Italiens in den Ersten Weltkrieg, einberufen wird, simuliert er erfolgreich und wird für dienstunfähig erklärt. Nach dem Krieg wird er wegen einer Frauengeschichte von einem sizilianischen Ehrenmann zum Duell gefordert. Er windet sich aus der Konfrontation heraus durch Berufung auf ein neues Gesetz der faschistischen Regierung, das Duelle verbietet. Er tritt den Faschisten bei und macht bei ihnen eifrig Karriere. Als gegen Ende des Zweiten Weltkriegs der Faschismus untergeht und die Kommunisten hoch im Kurs stehen, wechselt er auf ihre Seite, in der Hoffnung, den Besitz seiner Mühlen retten zu können. Nachdem sich in den Nachkriegsjahren die Christdemokraten durchgesetzt haben und die Kirche wieder ein Wörtchen mitzureden hat, stellt er sich auf ihre Seite. Um mit Grundstücksspekulation noch reicher zu werden, schmiert er in Rom einen Beamten. Dorthin hat es ihn wegen einer jungen Möchtegernschauspielerin gezogen, die zum Film will. Er wird Filmproduzent und stellt eine Produktion auf die Beine, die er mit dem Geld finanziert, das er für einen Steuerhinterzieher ins Ausland zu schaffen angeboten hatte. Dieser bekommt davon Wind und zeigt Sasa an. Auf seine alten Jahre verliert er alles und wird eingebuchtet. Nach der Entlassung überlebt er als Straßenverkäufer von Rasierklingen.

## Hintergrund
In den 1950er Jahren waren politische Satiren im italienischen Kino eine Rarität. Neben den Don-Camillo-Filmen war Zampas Film eine der seltenen Ausnahmen. Der Film ist der letzte Teil einer Trilogie und spielt auf die Fähigkeit mancher Politiker an, sich an die Anforderungen verschiedener Epochen Italiens im 20. Jahrhundert anzupassen.
Während Luigi Zampa die Reie für alle Teile übernahm, war Vitaliano Brancati für die Dehrbücher der Trilogie verantwortlich. Der erste Film, Kritische Jahre (Anni difficili), wurde 1948 gedreht, während die Fortsetzung Anni facili, im Jahr 1952 entstand.

## Rezeption
Cinema bezeichnete den Film zwar als eine intelligente Satire auf den Opportunismus, vergab aber in der Bewertung nur 3 von 5 möglichen Sternen.
Der katholische Filmdienst kombiniert die Betrachtung der Satire auf den Opportunismus, mit der Ergänzung, die Ausführung halte nicht, was die Idee verspreche.
Der französische Filmkritiker Jean A. Gili beklagte dagegen Brancatis „gewohnten sarkastischen Pessimismus“. Die äußerliche Wandelbarkeit des Hauptdarstellers bringe seinen ideologischen Transformismus zum Ausdruck: „Sordi verleiht diesem schändlichen Italien seine Gesichtszüge und gibt es glaubhaft wieder, indem er Schlappheit mit Zynismus mischt, und Kriechertum mit dem dramatischem Bewusstsein für Nottaufen im Lauf der Geschichte.“

## Synchronisation
Die deutsche Synchronfassung entstand im DEFA Studio für Synchronisation, Ost-Berlin. Wito Eichel schrieb das Dialogbuch und Albert Venohr führte Regie.
| Rolle                  | Darsteller       | Synchronsprecher   |
| ---------------------- | ---------------- | ------------------ |
| Rosario „Sasa“ Scimoni | Alberto Sordi    | Wolf Kaiser        |
| Lilli                  | Armenia Balducci | Alice Prill        |
| Giardini               | Marco Guglielmi  | Jochen Diestelmann |
| Herzog von Lanocita    | Carlo Sposito    | Herbert Kiper      |
| Paola                  | Luisa Della Noce | Ursula Figolius    |
| Bürgermeister          | Franco Coop      | Guido Goroll       |
| Emma                   | Elli Parvo       | Gisela May         |